# Matheus van Dammartin
Matheus van Dammartin (overleden in 1272) was van 1237 tot aan zijn dood heer van Trie, Mouchy en van 1259 tot aan zijn dood graaf van Dammartin. Hij behoorde tot het huis Trie.

## Levensloop
Matheus was de zoon van heer Jan I van Trie en diens echtgenote Alix, dochter van graaf Alberic II van Dammartin. Vanaf 1224 werd hij in oorkondes aangeduid als burggraaf van Mouchy. Na de dood van zijn vader rond 1237 werd hij heer van Trie, Mouchy en Plessis-Billebaut. In november 1251 kocht hij van gravin Johanna van Clermont het bos van Hez, in ruil voor zijn herenhuis in Plessis-Billebaut.
Na de dood van zijn nicht Mathilde II van Boulogne erfde Matheus in 1259 het graafschap Dammartin. Volgens biograaf Jan van Joinville had Matheus koning Lodewijk IX van Frankrijk hiervan moeten overtuigen, omdat die van plan was om Dammartin te annexeren en toe te voegen aan de koninklijke domeinen. Matheus moest daarvoor gebruik maken van een oorkonde waarin Lodewijk IX beloofd had om het graafschap Dammartin aan de erfgenamen van Mathilde te geven. Omdat het zegel van die oorkonde echter gebroken was, betwistte de Franse koning de authenticiteit van het document. De secretaris van de koning, Jean Sarrasin, vergeleek het met een ander zegel dat Lodewijk IX in 1248 gebruikt had bij het begin van de Zevende Kruistocht en kwam tot de conclusie dat het om het zegel van de Franse koning ging. Hierdoor kon Lodewijk IX niet anders dan het erfrecht van het huis Trie erkennen. Op 15 september 1259 keurde het Parlement van Parijs de overdracht van het graafschap Dammartin aan het huis Trie goed.
Matheus overleed in 1272.

## Huwelijk en nakomelingen
Matheus was gehuwd met Marseille, dochter van heer Matheus III van Montmorency. Ze kregen volgende kinderen:
- Reinoud (overleden in 1324), heer van Plessis-Billebaut, Mouchy en Mareuil
- Filips (overleden in 1272)
- Jan I (overleden in 1302), graaf van Dammartin
- Simon (overleden rond 1275), kanunnik in Beauvais en deken in Mortain
- Theobald (overleden na 1302), heer van Sérifontaine